# 牛尾早百合
牛尾 早百合（うしお さゆり、1960年12月3日 - ）は、日本の美容師、写真家。兵庫県出身。愛称はSAYURI。カット技術としては数少ない日本での特許を取得した「ステップボーンカット」技術の発案者。

## 人物・来歴
自らの経営する美容室を国内外に7店舗運営するほか、写真家としても活動。世界中の街角で女性モデルを発掘しては、ヘアメイク、衣装調達、写真撮影までのすべてをプロデュース、スピリチュアルメッセージを付与し、独自のスタイルで作品を創出。2010年に発売された写真集『ART PHOTO BOOK「For Japanese Hairdressers?日本の美容師たちへ」』は世界6カ国13都市で発売され、神田昌典により「世界に誇るべき日本の感性と才能 」と評された。ここで牛尾は、「日本の美容師たちへ 自信をもちなさい 日本の美容技術は世界最高水準だと 自負しなさい」とメッセージを送っている。古くより収益構造に変化がなくイノヴェーションも起こらない美容業界に風穴を開け、美容師の社会的地位をあげるべく、サロンワークのカット時間と料金、商品、アカデミーを企画したが、その一つがステップボーンカットの開発であった。

### 幼少期から学生時代
共稼ぎの両親の家庭に生まれ育ち、孤独を愛し漫画を描いたり想像を膨らませることが好きな少女時代を過ごす。学校でも友達は少なく、漫画の研究会に入っていた。誰にも邪魔されない想像の世界に浸り、寂しさは全く感じずに過ごす。中学生の頃に16ページの短編漫画を出版社に投稿するが、高校に入学すると美術部に入部し、個性的な友達が多くできたことで、いつしか漫画からは遠ざかるが、勉強はほとんどしなかった。美術大学かデザイン関係の学校への進学を希望したが、先生の「自由業は大変だよ」の一言で、美容学校へ入学。

### 就職後
深い考えもなく近所の美容室へ就職するも、初任給は8万円、労働時間は長く2段ベッドが2台の部屋で4人暮らしであった。掃除に厳しい店でトイレ、風呂を毎日掃除を続ける。5年間働いた後、転職した職場は、忙しいが厳しさもなく掃除もあまりしない店であったが、最初の店で身に付いた掃除の習慣のため、率先して掃除を行ったため、自然にリーダー的存在となる。集客力のあった店で、8席のカット台を一人で受け持つなどの経験で、常に効率を考え行動する習慣がついたという。

### 独立
25歳で貯蓄した300万円と借り入れた500万円で独立し出店。集客を自分自身で行った結果、1年もしないうちに経営は安定する。幼少期からの環境のため、コミュニケーションが苦手で、スタッフとの関係に問題を抱えながらも、客は増加傾向にあったため、2店舗目をオープン。しかし、この店の建築中に自己嫌悪に陥り、原点である現場で働く気持ちを知りたい思いからニューヨークへ逃亡しサロンワークを3か月間経験。1か月間は面接で断り続けられたものの2か月目に働き始めた店は、モデルやタレントが出入りする店であったこと、NYで知り合ったユダヤ系アメリカ人の写真家の影響で、写真撮影や創造的な仕事を経験でき、牛尾にとって貴重な経験となる。帰国間際には、自分の店を持つことを提案をされるほどとなるが、日本で2店舗目ができる時期でもあったため帰国。
ところが帰国後、スタッフの金の使い込みが発覚するなど予想外の事態が発生、経営に嫌気が差し店の売却を考えるも売れず、スタッフとも距離は開き、結局は最初の店を別オーナーに任せ、2店舗目の新店を男性スタッフ4, 5人と始める。新店では日本では導入されていないがアメリカでは一般的なインセンティブ制度（個人事業主的な業務委託制度）を導入。この経営手法でスタッフのモチベーションを引き出したことで、腕の良い美容師が数多く集まるようになり、スタッフと対等な関係を構築できる。
ところが、それでもやめるスタッフが出る。牛尾は、それを成長し続けるに足る環境が不足しているせいだと考え、組織化を図り、新人育成カリキュラムをまとめ、ビデオマニュアルを作り、教育の統一化を図り、のちにインセンティブ制度も日本では様々な弊害があると考え、向上心の高いスタッフが増えたこともあり元の雇用形態に戻す。
欧米から著名な美容師が一堂に集う世界最大級のニューヨークの美容展示会「INTERNATIONAL BEAUTY SHOW(インターナショナル・ビューティー・ショー)」の登壇者にも選ばれている。ヘアサロン国内6店舗、ニューヨークに1店舗を経営するかたわら、自身が立ち上げた一般社団法人日本小顔補正立体カット協会の代表理事を務める。

### ステップボーンカットの考案
現在主流のカット技術は、西洋で半世紀前に開発され世界中で踏襲されているヴィダルサスーンカットだが、骨格が立体的な欧米人に適したカット技術であり、毛先が痛んだり手入れも難しく、東洋人には頭が大きく見えるという欠点があった。牛尾により、日本人の頭蓋骨の形状に合わせて小顔に見えるように開発されたのが世界で初めてヘアカットで特許を取得したと自称するステップボーンカット（小顔補正立体カット）であった。また、牛尾は漫画家を志していた時期もあり、美容師となって以降も固定観念にとらわれず自由な発想で漫画のイラストのような動くヘアスタイルを研究していたことも開発の背景にある。アメリカではこのカット技法は「アニメカット」と呼ばれている。
当初牛尾は技術を無償で公開していたが、真意が正しく伝達されず断片的に真似られ、技術への不信感につながる懸念を危惧し、さらに改良後、カット技術では世界初と自称する特許を取得。協会を立ち上げアカデミーを開いた。その結果、この技術により、多くの美容師が客単価の向上に浴することができた。このカット技法はアメリカ、フランスにも特許を申請中である。2018年現在、日本をはじめニューヨーク、上海、台北、ジャカルタなどの700店舗の美容室で、このヘアカット技術が取り入れられている。
ステップボーンカットは東洋人の骨格に向け開発された技術であったが、牛尾は欧米人への応用も試行した。アメリカ人美容師の多くは、余計な力を加えずに引力で引っ張るようなそのカット技術を「まるでヨガや太極拳のようだ」と評した。そして、牛尾はブルックリン区にニューヨーク第1号店を出店するにいたる。ブルックリンの一角の工場地帯に近年多くのアーティストが移り住み、グラフィックアートと 建設機材が共存する空間を拠点に、この技法を世界のスタンダードにすべく活動を継続している。

## 略歴
- 1980年 - 宮内学園 日本高等美容専門学校（現 BEAUTY ARTS KOBE）卒業。
- 1985年 - TICK-TOCK Club オープン。
- 1987年 - ニューヨークにてシルク・ドゥ・ソレイユを観劇。強い衝撃を受け、その後、1990年ロンドン公演、1992年の東京公演も一人で観に行くほど夢中になる。
- 1990年 - ニューヨーク・グリニッジ・ヴィレッジでサロンワークのかたわら、フォトグラファーとしても活動開始 。
- 1999年 - TICK-TOCK Delicious、TICK-TOCK Paradime オープン。
- 2000年 - チックタック・コミュニケーション有限会社設立。
- 2001年 - TICK-TOCK Tor-west オープン。
- 2003年 - 神戸ラフレアにて写真展開催。
- 2005年 - TICK-TOCK GALLARY BIRD にて個展開催。
- 2009年 - 『LIVE ＆MOVE』（NEWS HAIR MAGAZINE）に写真と散文を1年間連載。
- 2010年 - フォトスタジオ&アートギャラリー T-Labo（TICK-TOCK Design Laboratory）オープン。10月、ライフワークでもあるフォト作品で多数の受賞を果たし、牛尾自身、日本人美容師の素晴らしさを再確認。その思いを伝えたい衝動に駆られ-」開催。 ART BOOK 『FOR JAPANESE HAIR DRESSERS - 日本の美容師たちへ -』を日仏米同時出版。全脳思考モデルファシリテーター資格受講終了。ニューヨーク紀伊国屋にてトークセミナー&写真展開催。
- 2011年 - STEP BONE CUT ACADEMY 開校。BSフジの「社長密着24時～世界を変える100人の挑戦者達～」に出演[8]。
- 2013年 - ステップボーンカットで、日本での特許を取得[13][18]。
- 2016年 - 1月、STEP BONE CUT NY Inc. 設立。3月、International Beauty Show New York のセミナー講師を務める。6月、STEP BONE CUT Brooklyn ACADEMYオープン。同月、International Beauty Show Las Vegasのセミナー講師を務める。
- 2017年 - TICK-TOCK MORGANオープン。
- 2018年
  - 7月9日 - 『人生を変える髪の魔法』（自由国民社）発刊[8]。
  - 8月8日から4日間、東京都港区のSPOONBILL南青山本店にて、アート展示会 SAYURI USHIO「PLANTS IN HAIR」開催[20]。

（以上より）

## 受賞歴
- 2000年 - TADA PHOTO COLLECTION 2000 グランプリ。JHA 2000（ジャパン・ヘアドレッサーアワード）関西エリアファイナリスト。
- 2001年 - JHA 2001 ライジングスター ファイナリスト。Milbon Photo Collection 2001 「カバー賞」、「デザイナー賞」2部門受賞。
- 2003年 - ARIMINO Photo Collection 2003 最終ノミネート。JHA 2003 近畿エリア ファイナリスト。
- 2005年 - ARIMINO Photo Collection 2005 最終ノミネート。

（以上より）

## 著作・執筆
- 『LIVE ＆MOVE』（NEWS HAIR MAGAZINE）に写真と散文を1年間連載（2009年）。
- 『ART PHOTO BOOK「For Japanese Hairdressers?日本の美容師たちへ」』（2010年）
- 『人生を変える髪の魔法』（自由国民社、2018年7月9日）[8]

## メディア出演

### テレビ
- Catch!!（毎日放送 2018年8月5日）[21]
- なないろ日和!（テレビ東京 BS 2018年11月8日）「パサパサ髪がつやつやに…特許を取得のカット?」[22]

### ラジオ
- SAKURA RADIO （2018年5月7日）